# Gaetano Cossa
Gaetano Cossa CR (falecido em 1657) foi um prelado católico romano que serviu como arcebispo de Otranto (1635–1657).

## Biografia
Gaetano Cossa foi ordenado sacerdote na Congregação dos Clérigos Regulares da Divina Providência. No dia 28 de fevereiro de 1633, foi eleito arcebispo de Otranto e confirmado a 7 de maio de 1635 pelo Papa Urbano VIII. No dia 13 de maio de 1635, foi consagrado bispo por Francesco Maria Brancaccio, Cardeal-Sacerdote de Santi XII Apostoli, com Giacomo Theodoli, Bispo de Forlì e Alessandro Suardi, Bispo de Lucera, servindo como co-consagradores. Serviu como arcebispo de Otranto até à sua morte em 1655 ou 1657.